# SN 2007hu
SN 2007hu – supernowa typu Ia odkryta 9 września 2007 roku w galaktyce NGC 6261. W momencie odkrycia miała maksymalną jasność 17,70m.